# Antonín Kandert
Antonín Kandert (21. listopadu 1890 Praha – 10. března 1968 Praha) byl český herec a divadelní režisér.

## Život
Ze studií stavebního inženýrství přešel k divadlu. Postupně působil v několika souborech jako ochotník, od roku 1917 pak spolu s Vendelínem Budilem v pražské Uranii, v letech 1917 až 1920 v Městském divadle v Plzni. Následně se přes Švandovo divadlo v Praze dostal v roce 1925 do Divadla na Vinohradech a zde působil až do roku 1959.
V roce 1937 byl v Divadle na Vinohradech jmenován režisérem. Řadu let působil ve vedení Klubu solistů Městských divadel pražských.
Ve filmu se objevil poprvé již v roce 1925. Spolupracoval také s rozhlasem.
Byl ženatý s herečkou Annou, roz. Machovou. Přednášel o dramatickém umění jako docent na Husově škole.

## Divadelní role, výběr
- 1929 František Langer: Obrácení Ferdyše Pištory, Komisař, Divadlo na Vinohradech, režie Jan Bor (54 repríz)
- 1931 Viktor Dyk: Ranní ropucha, Ludvík XV., Divadlo na Vinohradech, režie František Salzer
- 1932 Karel Čapek: Věc Makropulos, dr. Kolenatý, Divadlo na Vinohradech, režie Bohuš Stejskal (10 repríz)

## Divadelní režie, výběr
- 1925 Karl Sternheim: Dobrodruh Casanova, Divadlo na Vinohradech (nastudováno pro Klub solistů)
- 1936 Karel Piskoř: Velké pokušení, Komorní divadlo (43 repríz)
- 1937 Karel Beran: Hořká láska, Divadlo na Vinohradech (9 repríz)
- 1937 Mark Reed: Ano, dceruško, Komorní divadlo (97 repríz)
- 1937 Marjan Hemar: Herečka, Komorní divadlo (36 repríz)
- 1938 Georges Berr, Louis Verneuil: Vlak do Benátek, Divadlo na Vinohradech (21 repríz)
- 1938 F. F. Šamberk: Kulatý svět, Komorní divadlo (24 repríz)
- 1939 J. J. Kolár: Mravenci, Divadlo na Vinohradech (10 repríz)
- 1939 J. F. Black: Moudrá Penny, Komorní divadlo (68 repríz) (A.Kandert navrhl rovněž scénu)
- 1940 F.X.Svoboda: Housenky, Divadlo na Vinohradech (10 repríz)
- 1940 Milena Balcarová: Olympijský vítěz, Komorní divadlo (13 repríz)
- 1941 F. Lichtneker: Ženino tajemství, Komorní divadlo (47 repríz)
- 1941 Lila Bubelová: Slečna Pusta, Komorní divadlo (35 repríz)
- 1942 Josef Štolba: Maloměstští diplomati, Komorní divadlo (26 repríz)
- 1943 A. Möller, H. Lorenz: Hodinka s Alexou, Komorní divadlo (36 repríz)
- 1944 A. J. Lippl: Potulní muzikanti, Divadlo na Vinohradech (47 repríz)
- 1947 Jean Anouilh: Dostaveníčko v Senlis, Komorní divadlo Komorní divadlo (41 repríz)
- 1949, 1956 Božena Němcová, Jaromír Pleskot: Babička, Divadlo na Vinohradech / Ústřední divadlo Československé armády
- 1957 Mo-Žo Kuo: Zpěv o lásce a zradě, Ústřední divadlo Československé armády (režie Jan Škoda, asistent režie: A. Kandert)
- 1958 Hans Pfeiffer: Lampionová slavnost, Ústřední divadlo Československé armády (zájezdová inscenace)

## Filmografie, výběr
- 1925 Josef Kajetán Tyl, role: F. L. Čelakovský, režie Svatopluk Innemann
- 1932 Písničkář, policejní president, režie Svatopluk Innemann
- 1937 Hordubalové, notář, režie Martin Frič
- 1939 Venoušek a Stázička, otec, režie Čeněk Šlégl
- 1943 Čtrnáctý u stolu, detektiv, režie Oldřich Nový a Antonín Zelenka
- 1947 Čapkovy povídky, přísedící soudu v nebi, režie Martin Frič
- 1948 Dvaasedmdesátka, Dr. Tereba, režie Jiří Slavíček
- 1949 Revoluční rok 1848, dvojrole: zástupce Liberce a spisovatel Schilling, režie Václav Krška
- 1951 Mikoláš Aleš, muž s licousy, režie Václav Krška
- 1952 Anna Proletářka, rada Kettner, režie Karel Steklý
- 1953 Měsíc nad řekou, abiturient, režie Václav Krška
- 1955 Jan Žižka, staroměstský konšel, režie Otakar Vávra
- 1961 Kohout plaší smrt, Tondův otec, režie Vladimír Čech
- 1962 Deštivý den, lékař, režie Jiří Bělka